# Rotaract
Rotaract, původně vystupující pod názvem Rotary International youth program, byl založen v roce 1968 jako Charlotte North Rotary Club v městě Charlotte v Severní Karolíně v USA a následně se transformoval do jedné z hlavních organizací pod patronátem Rotary International. Celosvětově sdružuje téměř 300 000 členů ve více než 9 522 klubech.

## Poslání
Organizace sdružuje mladé lidi ve věku 18–30 let, kteří se zaměřují na komunitní a profesní službu, charitativní a environmentální projekty. Členství členům automaticky zaniká po dovršení 31 let.
Hlavním cílem klubů je podpora mladých profesionálů a lídrů v jejich práci, sdružování a podpora komunity. Každý Rotaract klub má svůj dozorující (sponzoring) Rotary club, který jim v rámci předávání zkušeností a kontaktů vypomáhá s dalšími projekty a osobním růstem. 
Mimo vlastní komunitní činnost a práci na úrovni distriktu se kluby zapojují do mezinárodních projektů pod patronací Rotary International, kde se snaží o prohloubení mezinárodního porozumění mezi lidmi a kulturami.
Hlavními aktivitami v rámci Rotaractu jsou akce na klubové úrovni, ať už pořádání formálních setkání členů, nebo různé společenské a charitativní projekty, diskuse a projekty s ostatními kluby.

## District 2240 – Česko a Slovensko
Distrikt 2240 byl založen v roce 1999 po oddělení se českých a slovenských Rotary a Rotaract klubů od distriktu 1920, který byl patronátním distriktem po pádu Železné opony v roce 1989. Prvním založeným Rotaract klubem v České republice byl Rotaract klub Praha v roce 1992 a charterován 13. března 1993. Rok poté následoval Rotaract klub Bratislava a od té doby do distriktu přibylo mnoho dalších členů a klubů. Posledním charterovaným klubem je Rotaract Klub Most, který byl charterován 22. října 2016. V současné době je v distriktu 2240 12 aktivních charterovaných klubů a dohromady více než 200 členů.

## Seznam rotaract clubů v distriktu 2240
V rámci Česka a Slovenska funguje celkem 12 klubů, sdružujících přes 200 členů:
- Banská Bystrica
- Bratislava Danube
- Brno
- Hradec Králové
- Košice
- Košice Classic
- Most
- Nitra
- Nové Zámky
- Pardubice
- Poděbrady
- Praha